# Pâncești (Bacău)
Pânceşti é uma comuna romena localizada no distrito de Bacău, na região de Moldávia. A comuna possui uma área de 70.36 km² e sua população era de 4353 habitantes segundo o censo de 2007.